# Apol·lo (lepidòpter)
|  | Per a altres significats, vegeu «Apol·lo (desambiguació)». |

L'apol·lo (Parnassius apollo) és una espècie de lepidòpter papilionoïdeu de la família dels papiliònids (Papilionidae) present als Països Catalans. Es tracta d'una espècie tradicionalment associada a hàbitats de muntanya. Les seves poblacions s'estenen per una bona part d'Europa i d'Àsia, i es distribueixen per la majoria de les grans regions muntanyoses del Vell Continent fins al Tian Shan (Xina) i l'oest de Sibèria. A pesar de l'amplitud d'aquesta distribució, rara vegada és comuna.
La vistositat i la majestuositat durant el vol han fet que sigui molt apreciada per algunes comunitats: per la banda positiva, és protagonista de nombrosos segells, mentre que, per la negativa, és objectiu principal per als col·leccionistes, fet que, unit a la destrucció del seu hàbitat (agreujada pel canvi climàtic), ha conduït l'espècie cap a l'estatus d'amenaçada.

## Etimologia
El nom genèric Parnassius prové del Mont Parnàs grec, ja que Latreille, a l'hora de separar aquest gènere, el 1804, el va associar a biòtops de muntanya i rocosos, característics d'aquella zona. L'específic apollo deriva d'Apol·lo, déu de la medicina, de la bellesa masculina, de la música i de la poesia en la mitologia grega i també déu del Sol en la mitologia romana.

## Distribució
A Europa es troba a les principals serralades des de la península Ibèrica fins al sud de Fennoscàndia, a més dels Balcans i Grècia (incloent-hi el nord-oest del Peloponès), passant pels Apenins i els Alps, i se situa en zones concretes corresponents a cadenes muntanyoses o, en latituds altes, a menor altitud; generalment entre els 500 i els 2.400 m d'altitud al continent europeu i normalment per sobre dels 1.000 m al sud.
Per països, es pot trobar a Albània, Alemanya, Andorra, Armènia, Bulgària, Eslovàquia, Espanya, Finlàndia, França, Geòrgia, Grècia, l'Iran, l'Iraq, Itàlia, el Kazakhstan, el Kirguizstan, Liechtenstein, Mongòlia, Montenegro, Noruega, Polònia, Romania, la República Txeca, Rússia, Sèrbia, Suècia, Síria, Turquia, Ucraïna i la Xina. S'ha extingit completament a Letònia i Lituània, i es dubta sobre la seva presència a l'Azerbaidjan, Hongria i els Països Baixos. En total s'han descrit 275 subespècies.
Així, doncs, es distribueix en disjuncions boreoalpines. Durant el darrer període glacial es podia trobar per una bona part del continent, provinent d'Àsia, però amb la pujada de temperatures es va anar quedant aïllada en certes regions que conservaven les condicions climàtiques adients. Aquest aïllament de les poblacions ha produït certa diferenciació entre elles. Alguns científics reconeixen nombroses subespècies, tot i que, segons d'altres, la diferència genètica no és prou important per establir-ne tantes.

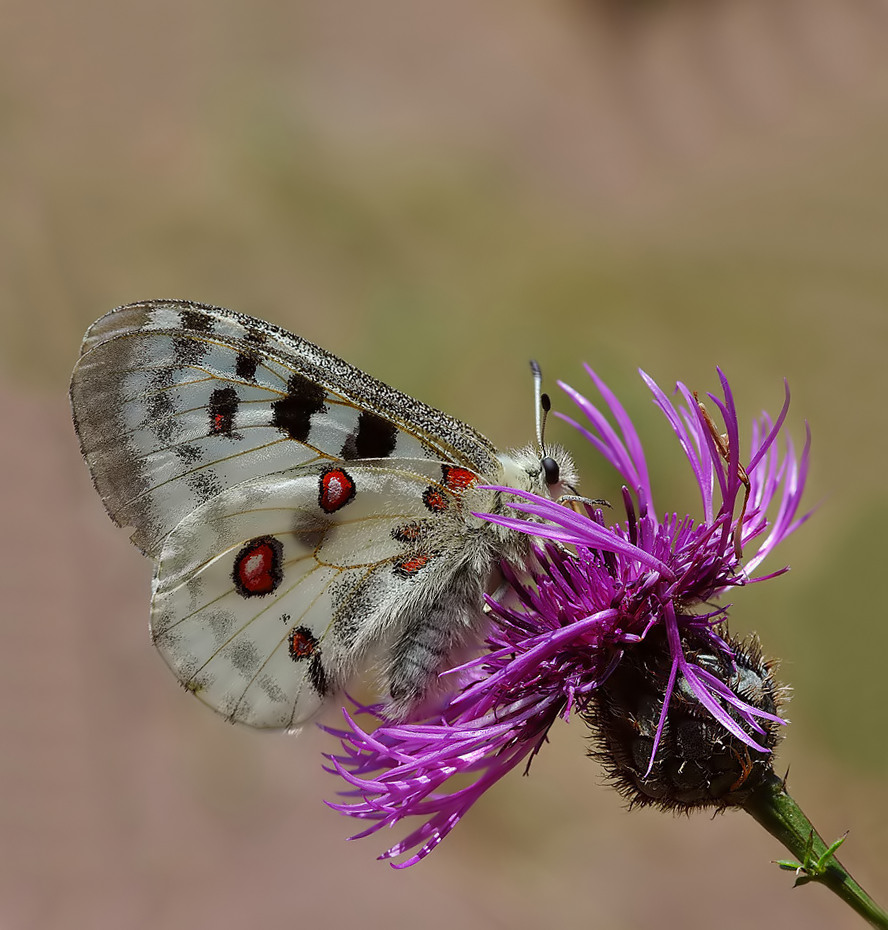
Revers (Mosel·la, França)

A la península Ibèrica hi ha un total de 23 subespècies, dues de les quals també es poden trobar a França. Podem dir que la Península actua com una mena d'arxipèlag per a l'espècie, ja que, a causa de la seva latitud i la seva geografia, les poblacions estan aïllades entre els 800 i els 3.000 metres. A Espanya es pot trobar principalment a la Serralada Cantàbrica, Pirineus, Sistema Ibèric, Sistema Central, Sierra Nevada (amb les poblacions més diferenciades de la resta, atès que presenten anells taronja en comptes de vermells), Serra de Baza, Serra de Guadarrama, Serra de Cebollera, Serra de Javalambre, etc. Està absent a la Serra de Tramuntana. Les poblacions, generalment, són poc nombroses.

## Cicle vital i descripció

### Imago
És de grandària considerable, amb una envergadura alar entre 70 i 80 mm. Les ales anteriors són blanques amb el marge i una part del submarge translúcids, sense escates, una franja negra postdiscal i taques negres a la zona discal d'S2, S6 i S10 (dues), i a la cel·la (dues). Les ales posteriors tenen dos ocels característics per ala, que consten d'un anell vermell gruixut circumscrit en un de fi negre i un punt blanc al centre, situats a la zona discal, l'un tallat per V5 i l'altre ocupant S7. Una petita franja negra discal horitzontal travessa V2 i s'uneix amb la simètrica corresponent a l'altra ala, situant-se entre els dos ocels inferiors. El revers presenta les mateixes formes, però amb taques vermelles a la regió basal i en algunes altres parts depenent de la subespècie. El cap, el tòrax i l'abdomen són negres, recoberts de pèls blancs que els donen un aspecte plomós. Les antenes són blanques, acabades en forma de maça allargada i negra.
Les poblacions que viuen a més altitud solen tenir unes ales més petites. Es creu que això es pot deure a l'acció del vent, que selecciona els individus d'ales més petites i s'emporta la resta. La variabilitat de formes i colors entre individus que comparteixen situació geogràfica pot ser notable; es justifica atribuint-ho a factors climàtics. Generalment, les femelles són les més afectades i pot variar la pigmentació melànica, l'amplada i el perfil de les àrees submarginals, la forma i grandària de les taques negres, la grandària i la pupil·lació dels ocels, etc.
En repòs, les ales posteriors queden tapades, com passa en tots els heteròcers. Quan se sent amenaçada, les obre fins a arribar a l'amplada màxima per mostrar els ocels vermells amb la intenció de dissuadir el possible predador.

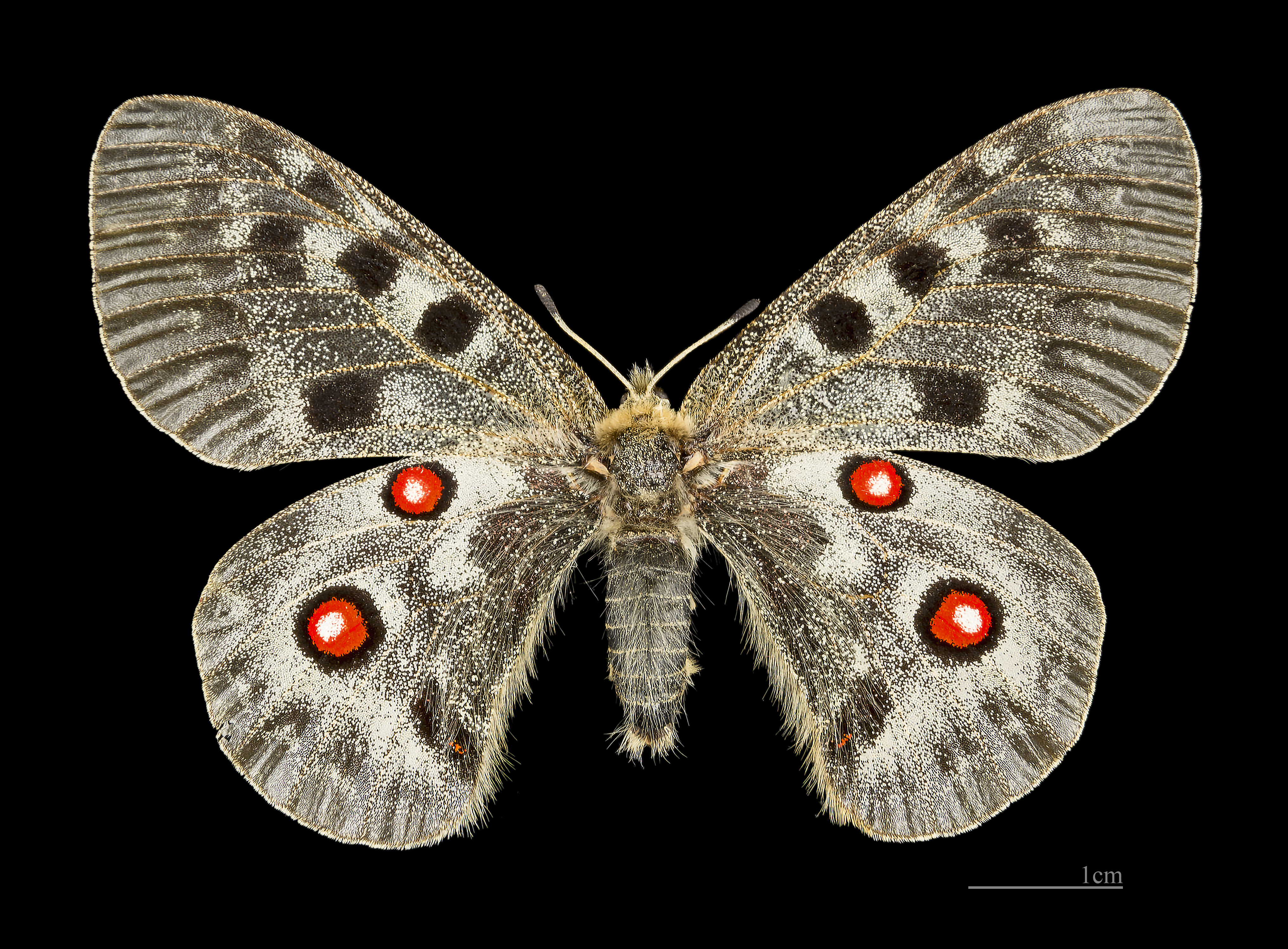
♀
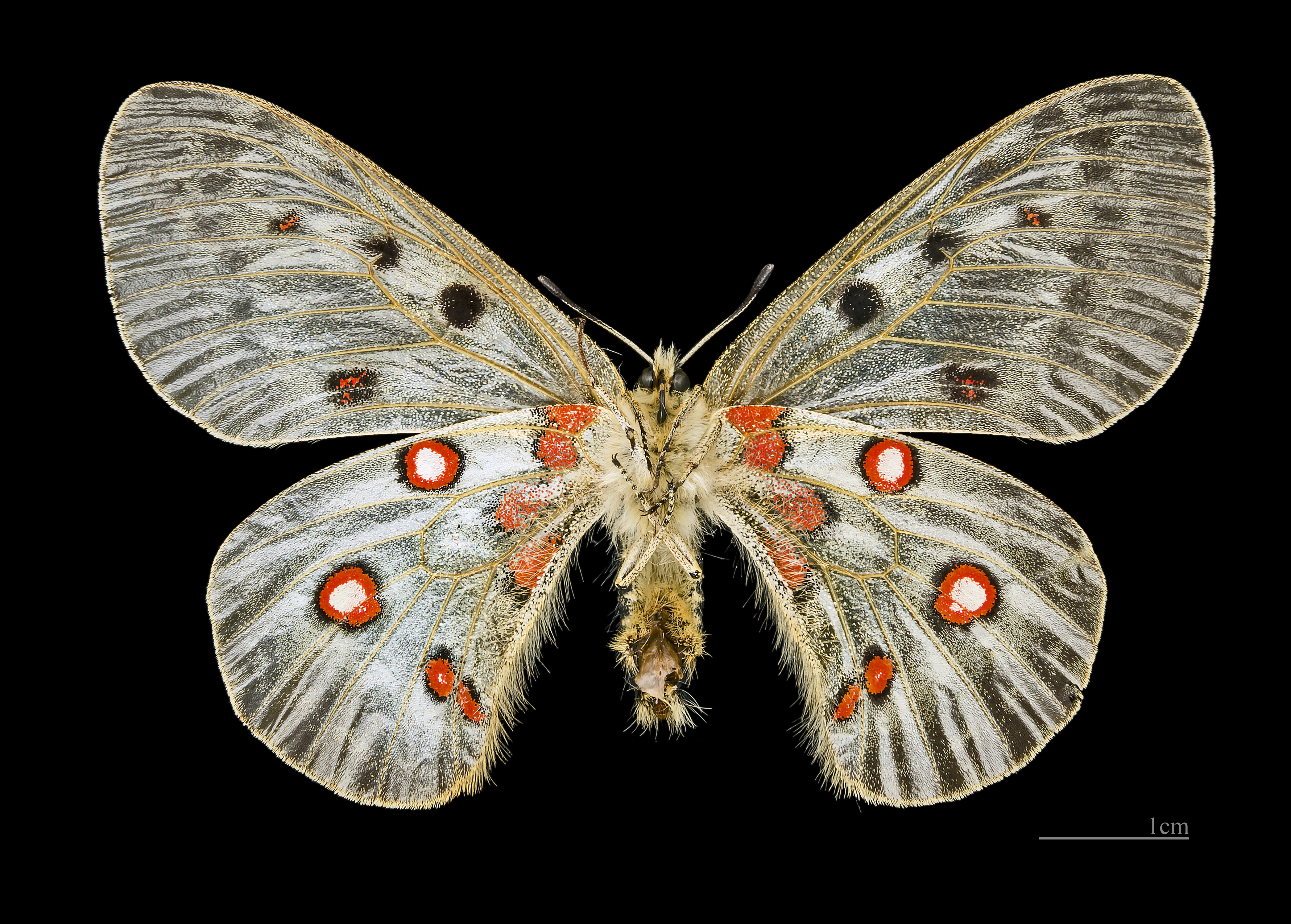
♀△
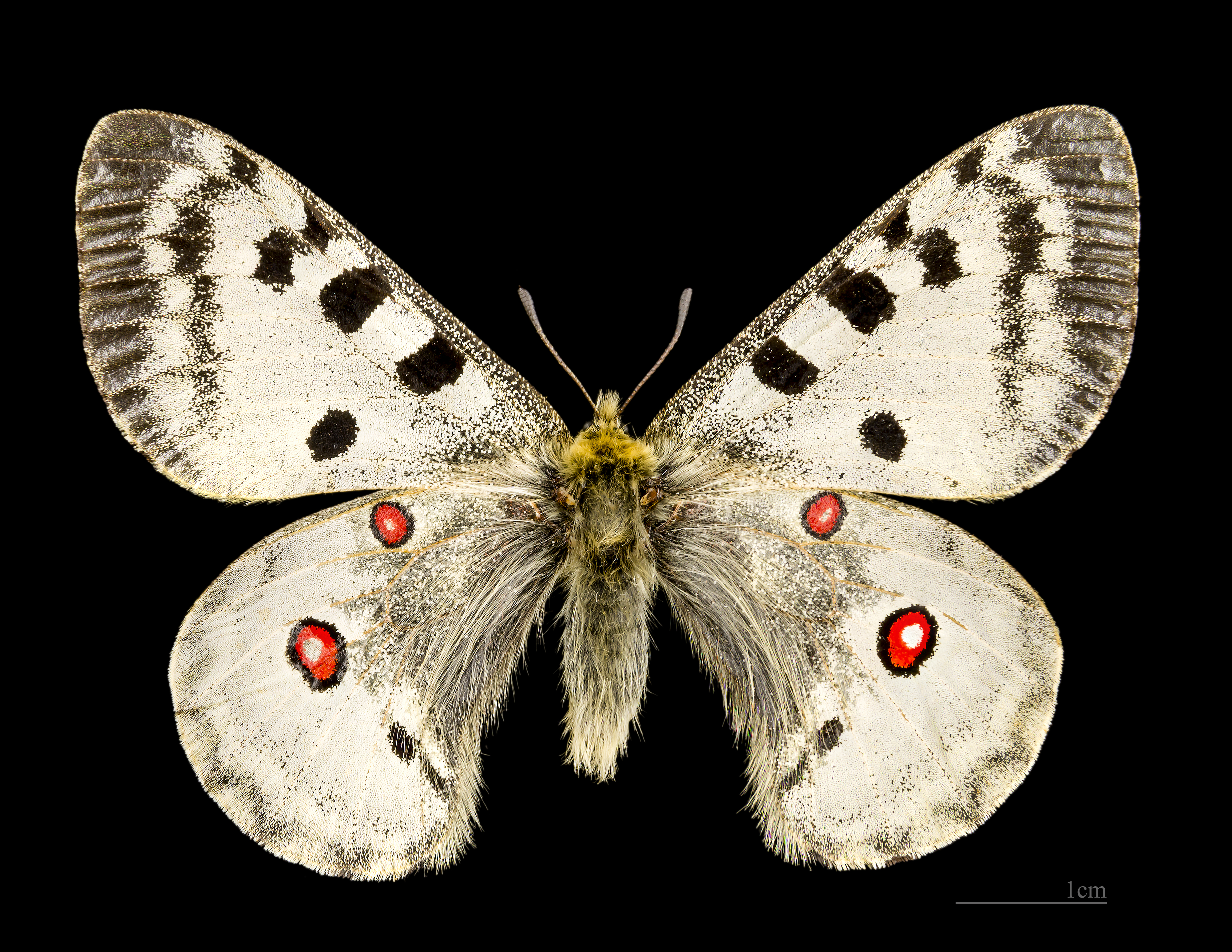
♂
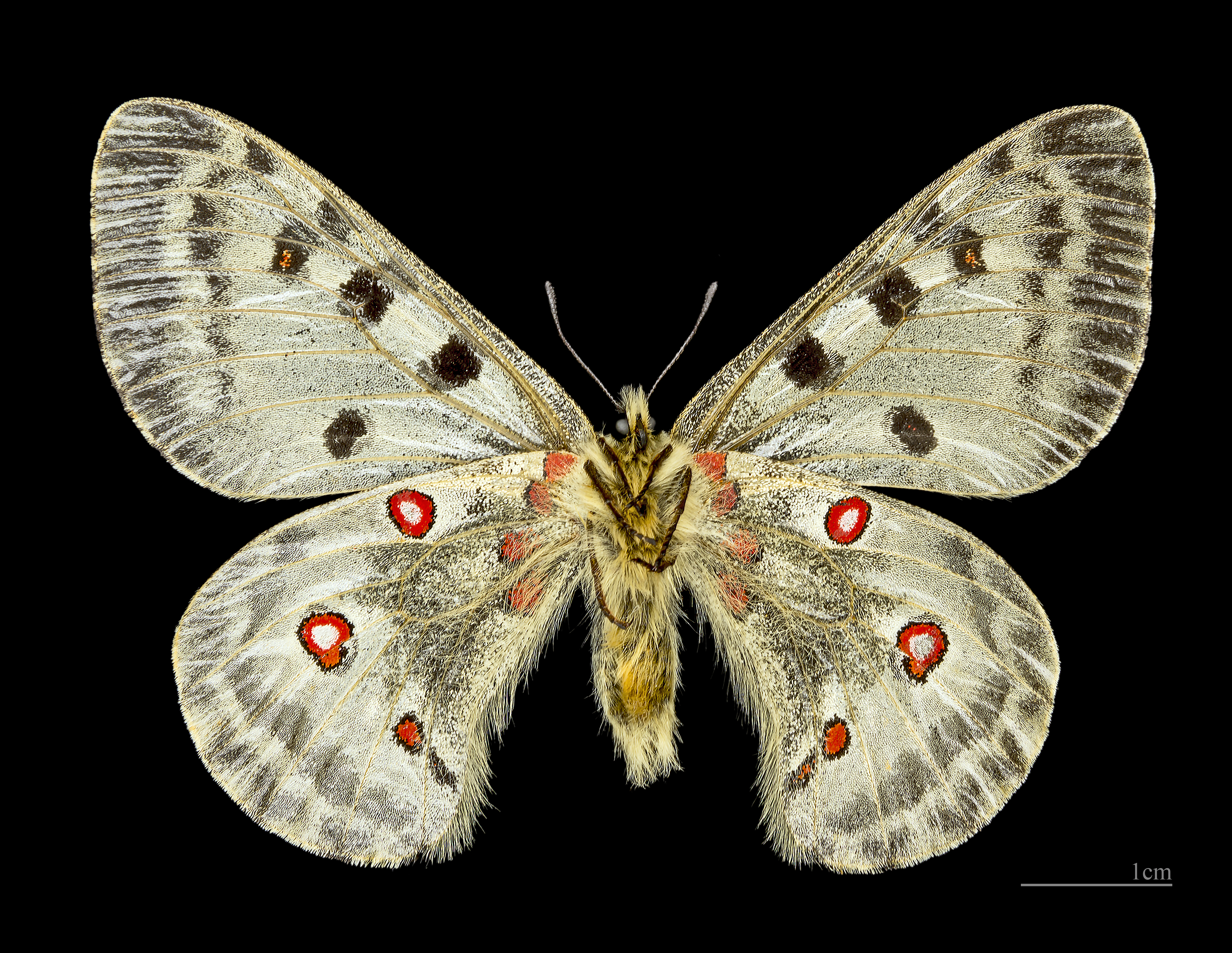
♂ △

### Ou
Es comencen a pondre un o dos dies després de la fecundació. Cada femella pon, de manera individual, entre 80 i 150 ous blancs, hemisfèrics, però lleugerament aplanats, i coberts de pústules. Els ponen adherits a la planta nutrícia (viva o morta), entre els líquens i molses o sobre fulles d'arbustos perennifolis. Tenen un diàmetre d'entre 1,6 i 1,7 mm, i una alçada de 0,9 a 1,05 mm. Els primers que pon la femella són els més fèrtils i els que tenen més possibilitat d'èxit. A mesura que avança el procés embrionari es tornen grocs i quan la larva està formada adquireixen un to blavós.

### Eruga

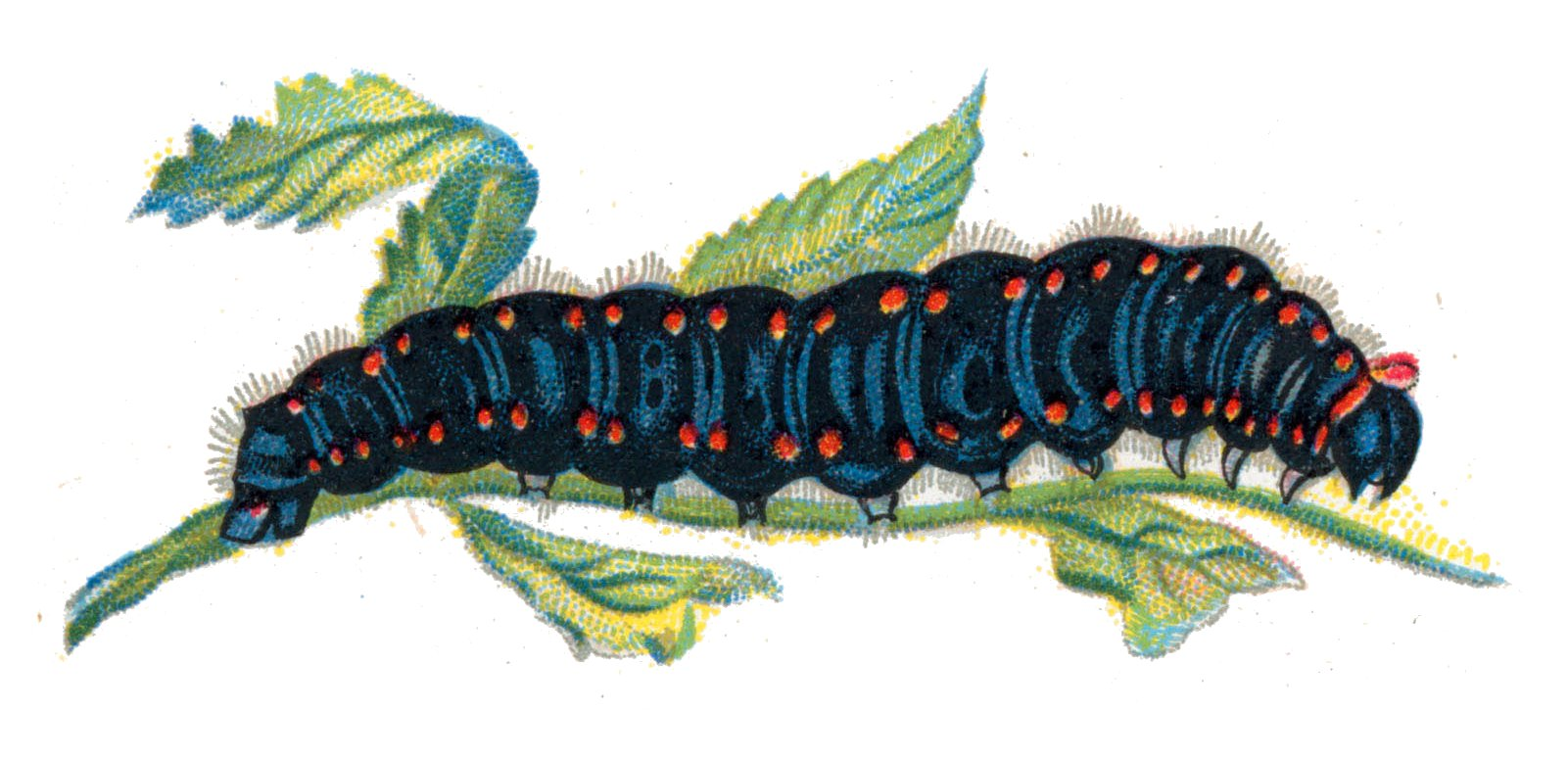
Eruga d'apol·lo (Dr. F. Nemos, 1895)

Fa fins a 50 mm. Té el cos negre i vellutat, amb petites berrugues horitzontals d'on creixen petits pèls. Per damunt dels espiracles s'estén una franja de punts ataronjats (depenent de l'individu, de tons grocs a vermells). El cap és negre. Com molts altres papiliònids, té un osmeteri (òrgan que s'allotja entre el cap i el tòrax, i que, en cas de sentir-se amenaçada, extreu de forma ràpida; és semblant a la llengua bífida d'una serp i conté substàncies d'olor desagradable) groc o vermellós per dissuadir els depredadors. És heliòfila (necessita estar exposada a la llum solar), s'alimenta sota la llum del sol; de nit i en dies ennuvolats es manté a recer aixoplugada sota les pedres. Es pot trobar, normalment, a mitjans i finals de primavera. Després de la tercera muda adquireix un comportament errant i deambula per terra buscant aliment.

### Pupa
El procés de transformació d'eruga a crisàlide dura, aproximadament, quatre dies. D'aspecte robust i de coloració aparentment blanca a causa d'un greix protector que l'envolta, encara que, en realitat, és marró. Per la forma, recorda la pupa d'un satúrnid. Es troba a l'interior d'un precari capoll de seda teixit prèviament per l'eruga sota les pedres o entre les molses. A la península Ibèrica, els adults s'aviven al cap de dues, tres o quatre setmanes (es pot allargar fins a les sis a les zones més fredes), depenent de les condicions meteorològiques.

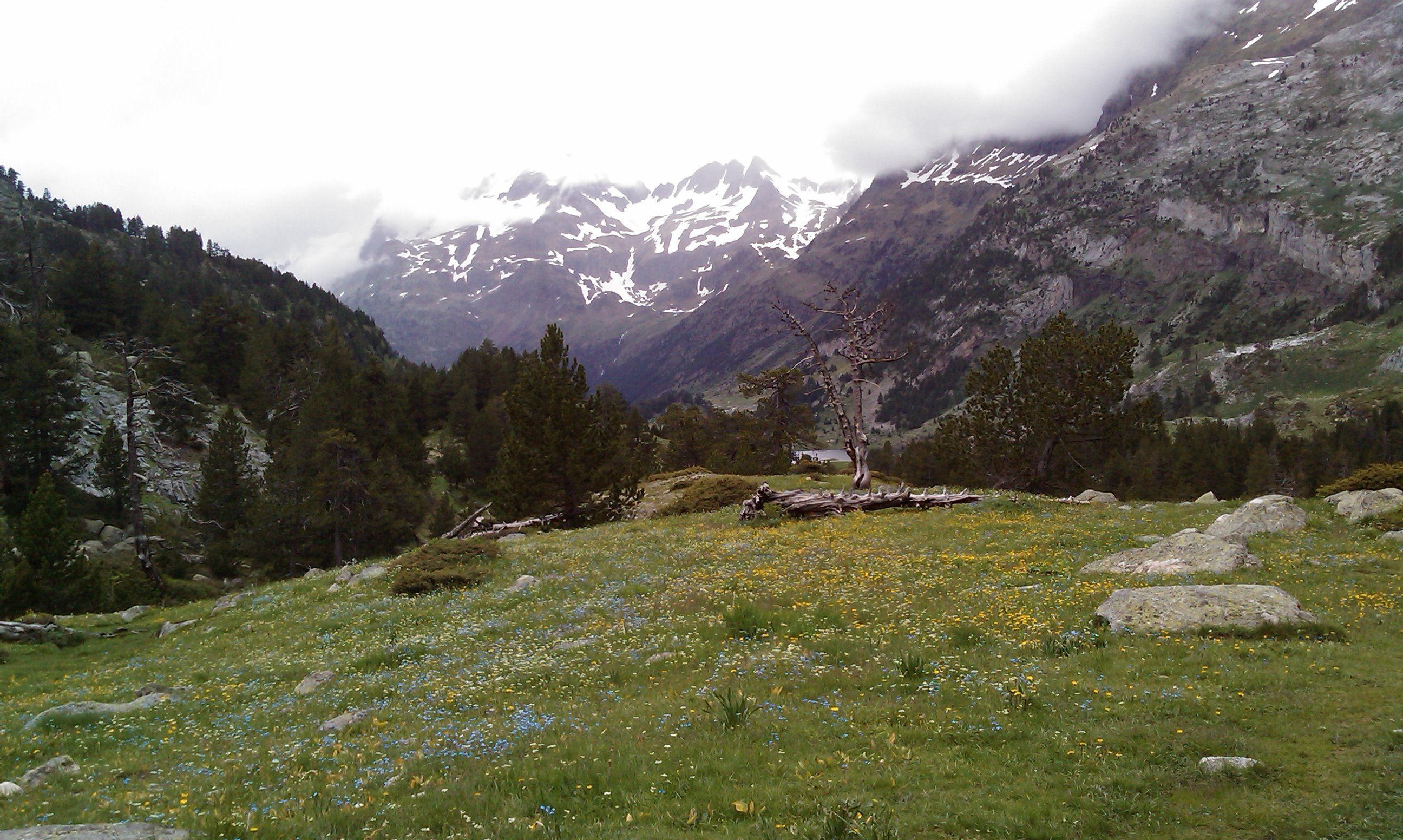
Possible hàbitat de l'apol·lo (Pirineus)

## Hàbitat
Les zones reproductives solen ser rocoses, ben drenades, de vegades amb pendents molt pronunciats, i on les plantes nutrícies creixen entre la roca. Sòls normalment calcaris amb escletxes estretes o cavitats i les zones planes de superfície rocosa, constitueixen hàbitats idonis. Els imagos per alimentar-se busquen prats propers a la zona reproductiva on creixin flors robustes i amb abundant nèctar, com cards, centàurees. Les erugues s'alimenten principalment de Sedum album, tot i que és capaç de menjar altres espècies del gènere Sedum, com Sedum roseum, Sedum annuum, Sedum villosum i vegetals tals com Sempervivum, Rhodiola rosea, Bryophyllum, Saxifraga aizoides, entre d'altres. A la península Ibèrica acostumen a utilitzar Sedum telephium, Sedum album, Sempervivum arachnoideum, Sempervivum boreum i Sempervivum tectorum.

## Període de vol i hibernació
Hi ha una sola generació, que va del maig a l'agost (alguns individus poden viure fins al setembre), depenent de l'altitud, la temperatura i la temporada. El marge de variació en el període de vol entre unes temporades i altres pot arribar a ser d'un mes. A Catalunya, el màxim d'individus es dona durant el juliol; els primers volen a mitjans de maig, i els últims, a mitjans de setembre.
Per a la hibernació es presenten dues possibilitats: com a ou amb la larva formada a dins, que pot estar en diapausa durant dues temporades, o com a eruga jove (després d'haver fet la primera muda), que es refugia sota les pedres. A la península Ibèrica, els imagos solen començar a volar entre finals de juny i principis de juliol, i poden viure fins a l'agost.

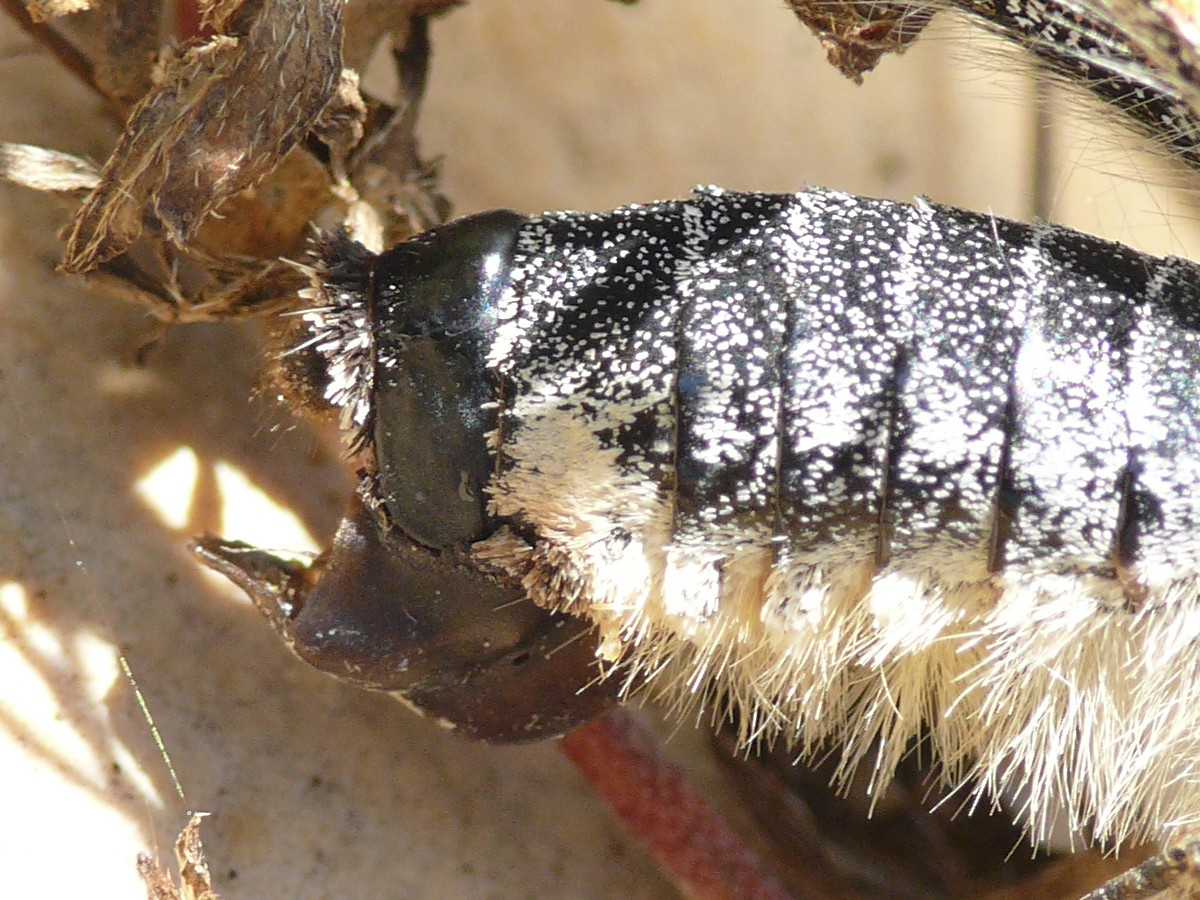
Sphragis

## Comportament
Té un vol característic, pausat; acostuma a planar durant llargues distàncies fent bategar les ales al mínim, cosa que li serveix per estalviar energia. Vola els dies assolellats i comença a buscar nèctar quan ha escalfat prou el cos. Quan es cansa, se sol aturar sobre les roques i la vegetació baixa, cosa que fa més sovint els dies parcialment ennuvolats. Quan les condicions meteorològiques no són favorables, s'està entre la vegetació, reposant a l'extrem d'alguna planta.
S'estima més libar flors liles amb abundància de nèctar, com alguns cards i centàurees. De fet, sembla que aquest és un factor fonamental que determina les dimensions d'una població. Un estudi fet sobre una població finlandesa ha demostrat que l'únic recurs que condiciona el nombre de femelles en una zona amb presència de plantes nutrícies és l'abundància de nèctar a les àrees adjacents.
L'aparellament es pot allargar fins a vuit hores si es manté durant la nit, tot i que el més normal són tres o quatre hores. Mentre dura, el mascle segrega una substància que diposita a l'extrem de l'abdomen de la femella; amb l'aire s'endureix i forma una estructura (anomenada sphragis) que li impedeix fer altres còpules. A causa d'això, les femelles sense sphragis són molt sol·licitades i els mascles patrullen activament pel territori fins que en troben una i s'hi aparellen, sense tenir en compte el temps passat des de l'emersió de la pupa, encara que el més normal és que les femelles s'avivin uns dies abans que els mascles.

## Estat de conservació

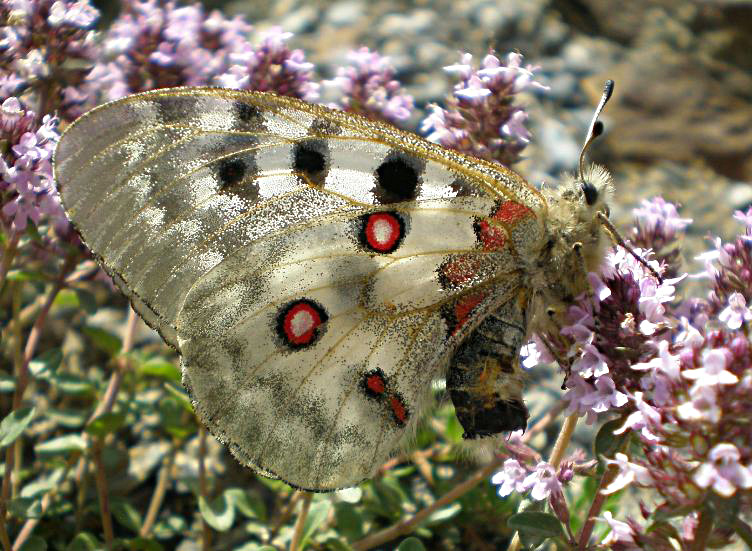
Femella atropellada al Tarter, Andorra; al cap de pocs minuts es va morir. L'alteració de l'hàbitat és un dels principals motius pels quals està amenaçada.

Ja s'ha extingit en alguns llocs del continent europeu, com la serralada dels Vosges (França), el centre d'Alemanya, una gran part de la República Txeca, Letònia i Lituània. Diversos factors han contribuït a la desaparició gradual de l'espècie:
- El canvi climàtic: les temperatures més suaus repercuteixen sobre els seus hàbitats. Els adults han de buscar les plantes nutrícies cada cop a més altitud.[4]
- L'acció dels col·leccionistes: és molt perseguida arreu del món. Les seves nombroses formes i subespècies fan que totes les poblacions siguin víctimes de l'acció d'aquest col·lectiu. Va ser el primer insecte a aparèixer als annexos del CITES (Conveni Internacional Contra el Trànsit d'Espècies Amenaçades).[13]
- La modificació de l'hàbitat: turisme, reforestació de pastures de muntanya, instal·lació de pistes d'esquí, sobrepastura i fragmentació del territori per la construcció de carreteres.[10]

A Finlàndia va ser una de les primeres espècies d'insectes que es van declarar en perill d'extinció. El nombre d'individus de les poblacions d'aquesta espècie a Finlàndia i a Suècia disminuïren de manera alarmant durant la dècada dels cinquanta. No se'n saben les causes, però se suggereix que es podria deure a una malaltia o fins i tot a la pluja àcida. Cal tenir en compte que la reducció dels exemplars d'una població pot conduir a l'extinció per endogàmia.
Figura a l'annex II del conveni CITES, a l'annex II del Conveni de Berna, a l'annex IV de la Directiva d'Hàbitats, a la Llista d'Espècies Silvestres en Règim de Protecció Especial (LESRPE), entre d'altres.
Com a mesura per conservar l'espècie s'han ideat certes recomanacions simples que hi podrien ajudar:
- Fomentar el manteniment dels usos tradicionals de la terra. Mantenir una càrrega ramadera moderada als ecosistemes d'alta muntanya. L'efecte del pasturatge controlat afavoreix els ecosistemes oberts amb vegetació baixa i, per tant, rics en nèctar.
- Mantenir les espècies vegetals que serveixen de sustentació per a les larves i per als imagos.

## Subespècies ibèriques
Les subespècies ibèriques de l'apol·lo (sense considerar algunes sinonímies i varietats) són les següents:
| - P. a. aragonicus - P. a. ardanazi (= kricheldorffi) - P. a. asturiensis - P. a. escalerae (= guadarramensis = P. a. wyatti) - P. a. filabricus - P. a. hispanicus (= navasi = P. a. nichollae = P. a. germainae) - P. a. laufferi - P. a. lessei | - P. a. manleyi - P. a. mariae - P. a. marteni - P. a. nevadensis - P. a. pozazalensis (= pardoi) - P. a. pyrenaicus (= P. a. antijesuita = P. a. ossalensis = cysophorus = portensis) |

Aquestes espècies es poden agrupar en quatre grups racials principals segons les seves característiques morfològiques:
- Grup meridional: propi d'Andalusia. Caracteritzat pels ocels grocs i comprès per les subespècies nevadensis, filabricus i gadorensis.
- Grup central: subespècies distribuïdes per Castella i Lleó, Comunitat de Madrid, Aragó, Castella-La Manxa, Andalusia i Comunitat Valenciana. d'ocels vermells, representat per les subespècies escalerae, wyatti, hispanicus, laufferi, germainae, nichollae (amb forta representació d'ocels ataronjats) i mariae.
- Grup septentrional: es troba a Castella i Lleó, Cantàbria, Astúries, Navarra, La Rioja i País Basc. D'ocels vermells, comprès per les subespècies asturiensis, maurilianus, ardanazi, pozazalensis, marteni, manleyi, lessei, aizpuruae i ordiozolae.
- Grup pirinenc: restringit als Pirineus. D'ocels vermells, aglutina les subespècies aragonicus, pyrenaicus, ossalensis i antijesuita.

Estudis realitzats en diverses poblacions del nord de la Península han demostrat que es pot acceptar la hipòtesi que només s'hi trobin dues subespècies, corresponents al grup septentrional i al grup pirinenc. D'aquesta manera, la classificació en 23 subespècies corresponents a cada nucli muntanyós sembla incorrecta.

## Espècies europees similars
- Parnassius phoebus. Principal diferència: taca vermella a S9 (ales anteriors).
- Parnassius mnemosyne. Principal diferència: absència d'ocels.
- Archon apollinus. Principal diferència: absència d'ocels i ales anteriors molt poc escamades.

## Cultura popular

### Filatèlia
L'apol·lo és una espècie emblemàtica que apareix en segells de diversos països, com Alemanya, l'Azerbaidjan, Finlàndia i el Kirguizstan.

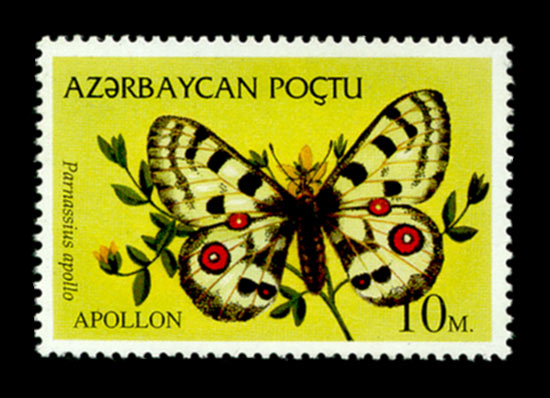
Azerbaidjan (1995)
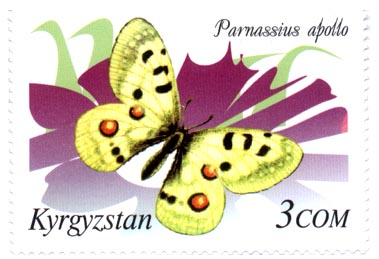
Kirguizstan (2000)
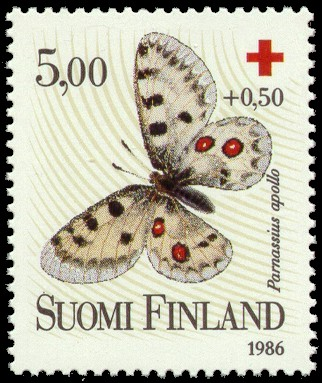
Finlàndia (1986)

### Literatura
L'escriptor i filòsof francès Roger Caillois, que estava particularment interessat en la variabilitat d'aquesta papallona, l'esmentà en els seus estudis sobre l'estètica. L'apol·lo, segons ell, «demostra amb escreix que la natura no segueix cap patró, que no coneix la repetició mecànica, que mai es repeteix». Continuant la seva dissertació, Caillois es demana si «el caràcter variable d'un lepidòpter –quan aquest caràcter és tan accentuat com en el Parnassius– és o no una prova de l'existència d'una flexibilitat semblant i més important en les primeres èpoques del món […] Després tan sols ve l'ordre, és a dir, la fixesa de les espècies […]».

### Col·leccionisme
Aquesta activitat ha provocat un declivi de les poblacions, ja que es tracta d'una de les espècies preferides dels col·leccionistes. La visible variabilitat entre les diferents colònies provoca que hi hagi un desig que posseir diversos individus, cadascun amb un fenotip diferent, i així poder fer sèries ordenant-los segons les seves característiques; per aquest motiu totes les seves poblacions estan en risc. A més, els exemplars aberrants (amb mutacions que canvien substancialment la coloració normal), molt valorats, són prou habituals en les femelles. Actualment es tracta d'una activitat més controlada i ja no és la principal causa de regressió.

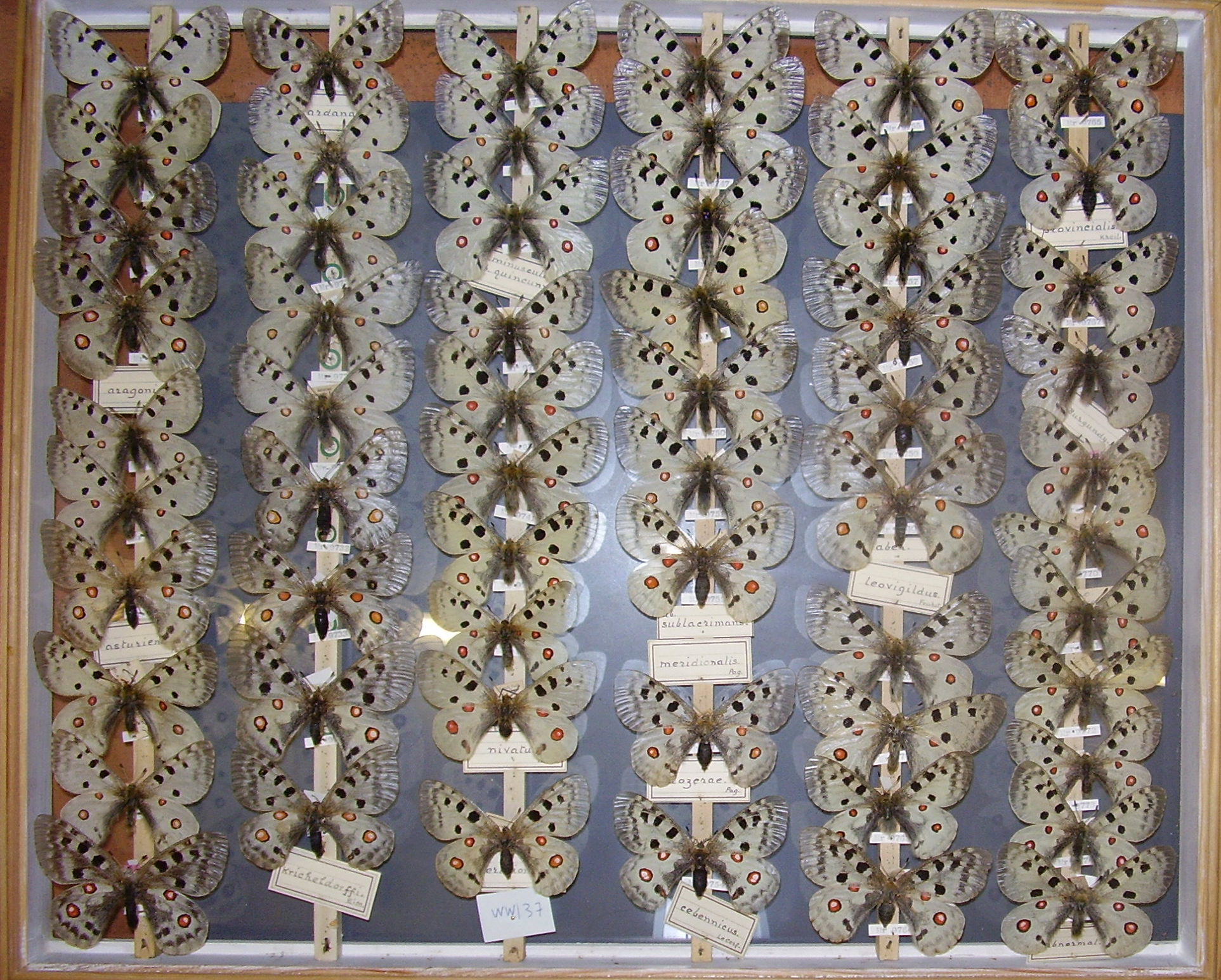
Sèries de Parnassius apollo d'un museu
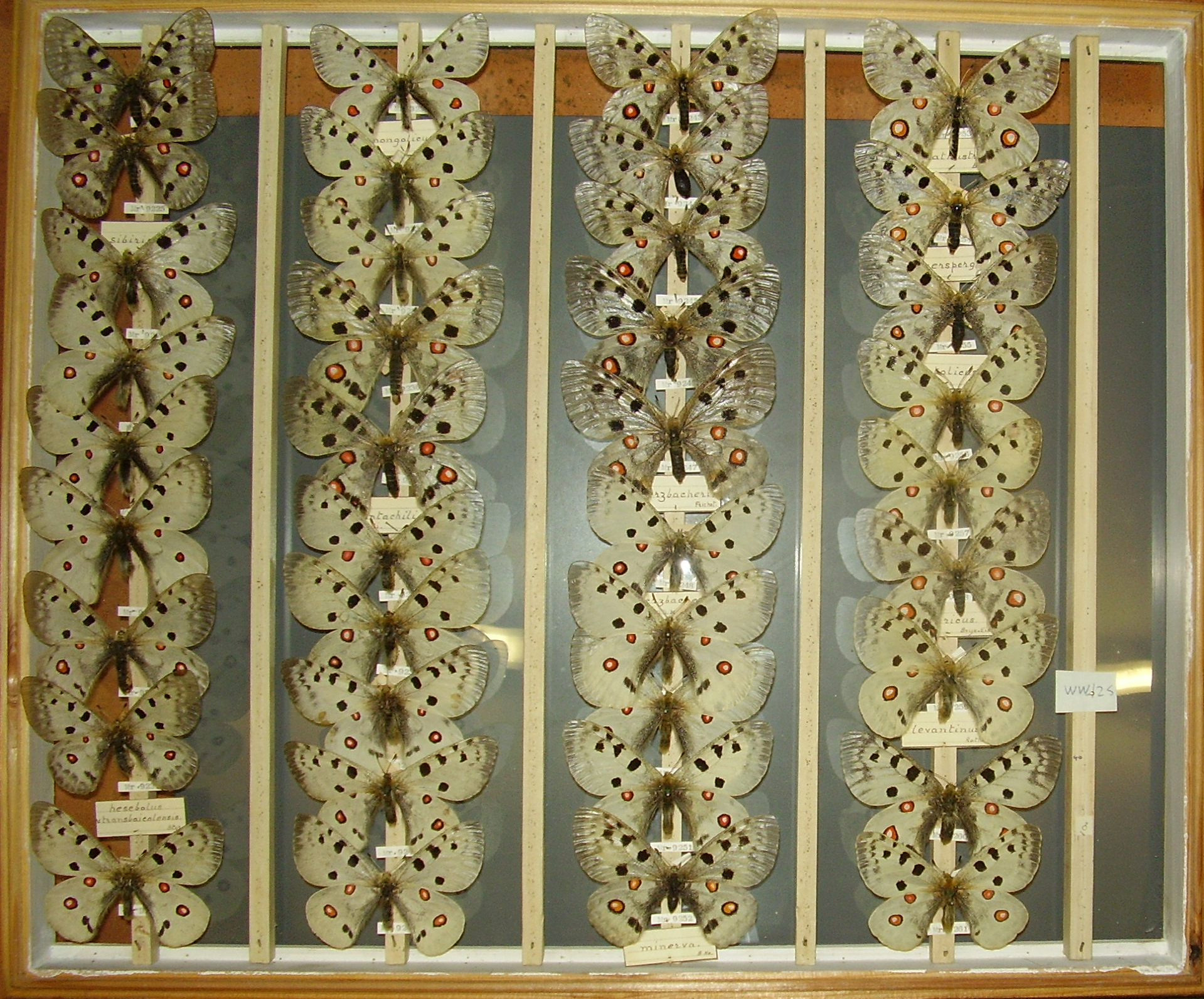
Col·lecció d'un museu
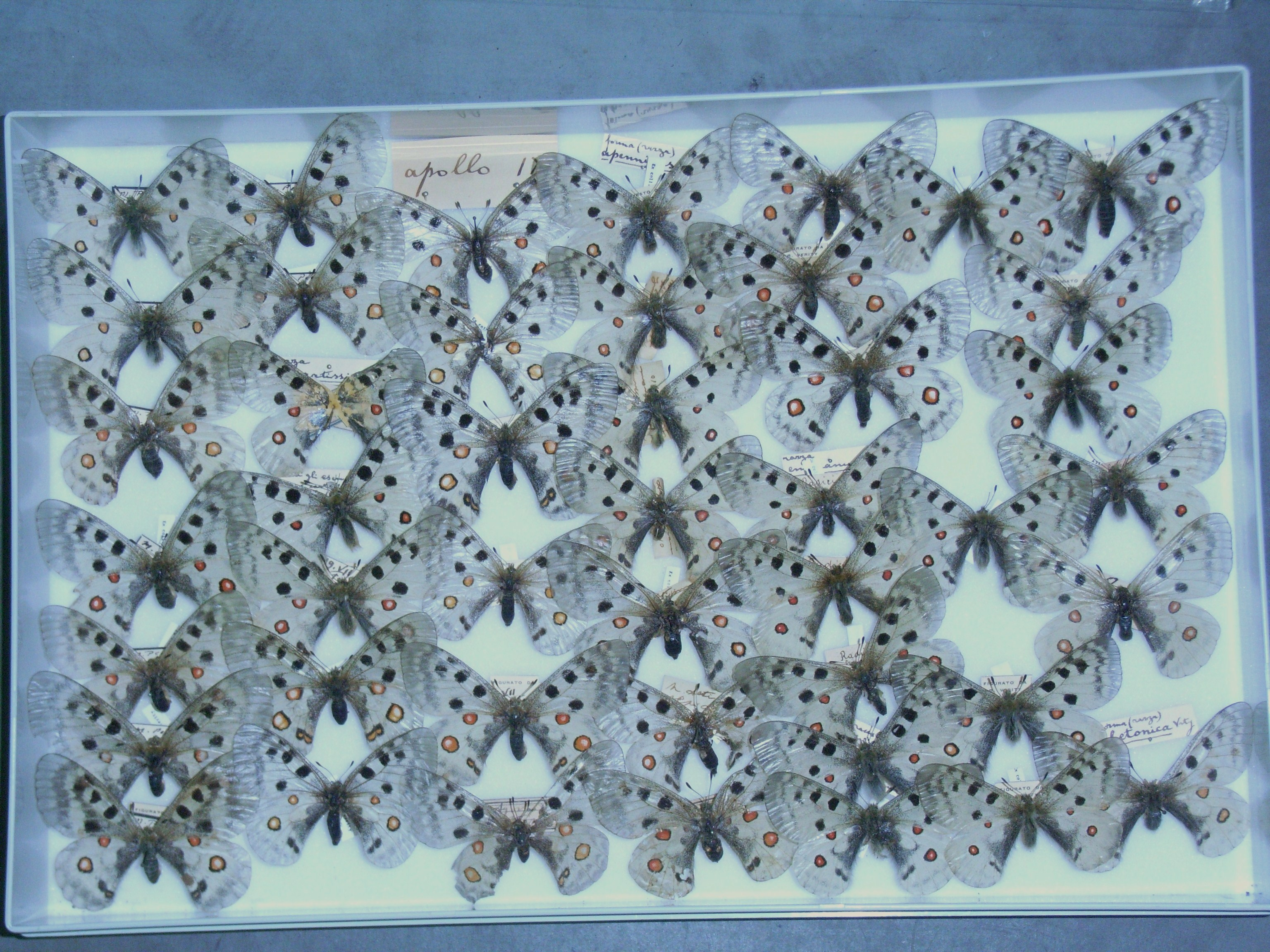
Col·lecció particular